# 寶山區足球協會
寶山區足球協會是中華人民共和國上海市寶山區的一個足球團體，於1984年12月成立。1991年7月29日，寶山區足球協會登記為社團法人。寶山區足球協會下設裁判、競賽、教學訓練、群體、聯絡5個工作組。2021年3月18日，寶山區足球協會聘請朱广沪擔任宝山区足协荣誉主席。